# Syndrome de Brulard
Pour les articles homonymes, voir Brulard.
Le syndrome de Brulard voit son origine dans l'œuvre de Stendhal, mais il ne faut pas confondre avec le syndrome de Stendhal qui est aussi inspiré par cet écrivain français. 
Ainsi nommé par le théoricien de la littérature Dominique Viart, il désigne un trouble de la mémoire qui substitue au souvenir lui-même des images vues ou informations perçues ultérieurement.

## Description

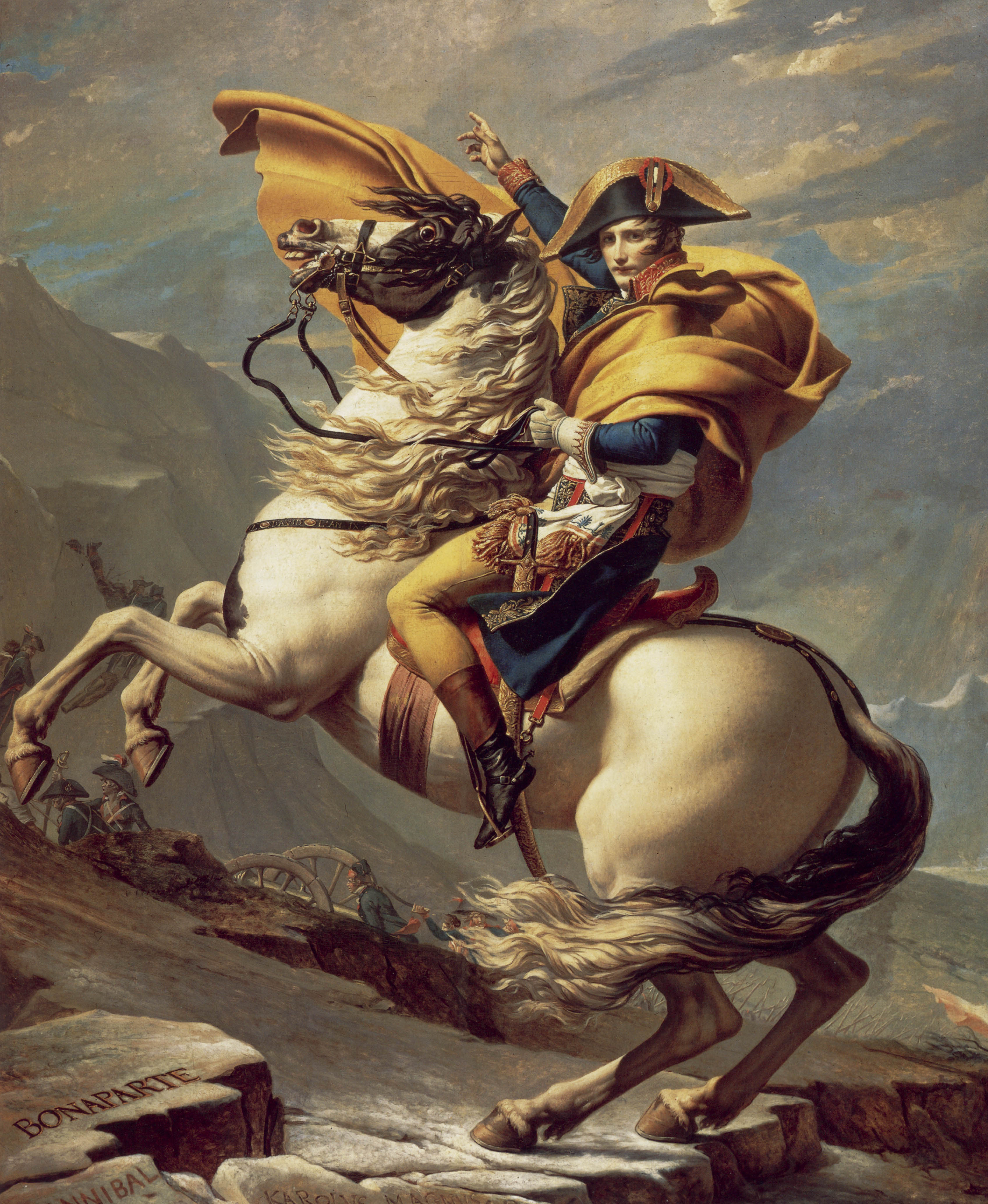
L'armée française commandée par le général Bonaparte franchit les Alpes pour envahir l'Italie
(tableau : Napoléon Bonaparte franchissant les Alpes par David)

Dans Vie de Henry Brulard, au chapitre 45, Stendhal raconte son passage avec les armées napoléoniennes du Col du Grand-Saint-Bernard. Il hésite dans le récit de son souvenir : « Il me semble que nous entrâmes, ou bien les récits de l'intérieur de l'hospice qu'on me fit produisirent une image qui depuis trente-six ans a pris la place de la réalité. Voilà un danger de mensonge que j'ai aperçu depuis trois mois que je pense à ce véridique journal. Par exemple je me figure fort bien la descente. Mais je ne veux pas dissimuler que cinq ou six ans après j'en vis une gravure que je trouvais fort ressemblante, et mon souvenir n'est plus que la gravure ». Les souvenirs d'expérience personnelle sont ainsi victimes de médiations qui les déforment, les reforment ou les défigurent.
L'écrivain Claude Simon, prix Nobel de Littérature, a souvent commenté ce passage dans ses entretiens. Il y revient dans son Discours de Stockholm ; lors de la réception du Prix Nobel, pour dénoncer les illusions de la représentation et des récits autobiographiques.
Ce phénomène, que le critique Dominique Viart a nommé le « syndrome de Brulard », est l’objet de nombreuses variations dans l’œuvre de l’écrivain, notamment dans son roman La Route des Flandres, lorsqu’une pause des cavaliers dans la cour d’une ferme donne lieu à une description de publicité pour une bière anglaise à laquelle cette scène fait penser, plutôt qu’à celle de la scène elle-même. Les processus de médiatisation qui perturbent la fonction mémorielle, se trouvent ainsi dénoncés.
Fréquente dans l'œuvre simonienne, la correction qui s'impose alors fait apparaître l’image comme un cliché qu’il faut démentir pour être plus vrai selon ce que Jean Rousset appelle la « fonction fabulatrice de l’image ».

## Évocations
Depuis les travaux de Dominique Viart, le « syndrome de Brulard » est devenu une notion fréquemment utilisée par les chercheurs en médiologie, particulièrement à propos des images du 11 septembre 2001, diffusées en boucle, qui font écran à l’événement lui-même.
Dans leur livre intitulé Giono: la mémoire à l'oeuvre, Jean-Yves Laurichesse et Sylvie Vignes-Mottet évoquent « le syndrome d'Henry Brulard au franchissement du Saint-Bernard » pour rappeler la mémoire de l'écrivain provençal Jean Giono. Il se réfère en cela au Discours de Stockholm de Claude Simon